# دويران (إيران)
دويران هي قرية في مقاطعة أرومية، إيران. يقدر عدد سكانها بـ 355 نسمة بحسب إحصاء 2016.